# Rinorea tortuosa
Rinorea tortuosa är en violväxtart som beskrevs av Taton. Rinorea tortuosa ingår i släktet Rinorea och familjen violväxter. Inga underarter finns listade i Catalogue of Life.